# Jüchen
Jüchen è un comune di 23 611 abitanti della Renania Settentrionale-Vestfalia, in Germania.
Appartiene al distretto governativo (Regierungsbezirk) di Düsseldorf ed al circondario (Kreis) del Reno-Neuss (targa NE).